# Lou Jacobi
Louis Harold „Lou” Jacobi (28 decembrie 1913  – 23 octombrie 2009) a fost un actor canadian.

## Începuturile carierei
Jacobi s-a născut sub numele Louis Harold Jacobovitch în Toronto, Ontario, ca fiu al lui Joseph și Fay Jacobivitch. Familia lui avea origine evreiască.
Jacobi a început să joace ca actor încă din copilărie, debutând pe scenă în anul 1924, la un teatru din Toronto, unde a cântat la o vioară în The Rabbi and the Priest. După ce a lucrat ca regizor de teatru la Toronto Y.M.H.A., director cu activități sociale la o stațiune de vară, actor într-un stand-up comic din Canada echivalent cu Borscht Belt și la diferite nunți și petreceri ale burlacilor, Jacobi s-a mutat la Londra pentru a lucra în teatru, apărând în Guys and Dolls și Pal Joey. Jacobi și-a făcut debutul pe Broadway în 1955, în Jurnalul Annei Frank, în care l-a interpretat pe Hans van Daan, ocupantul egoist al mansardei din Amsterdam unde se ascundeau membrii familiei Frank, și și-a reluat rolul în versiunea cinematografică din 1959. Printre alte spectacole de pe Broadway în care a jucat au fost The Tenth Man (1959) al lui Paddy Chayefsky, Don't Drink the Water (1966) al lui Woody Allen și Come Blow Your Horn (1961), piesa de debut al lui Neil Simon, în care l-a interpretat pe tatăl dezamăgit al playboy-ului protagonist. Replica sa din film, „Aha!”, a fost reținută de editorialistul William Safire de la Times încât el a menționat-o atunci când a scris despre sensul cuvântului 36 de ani mai târziu.

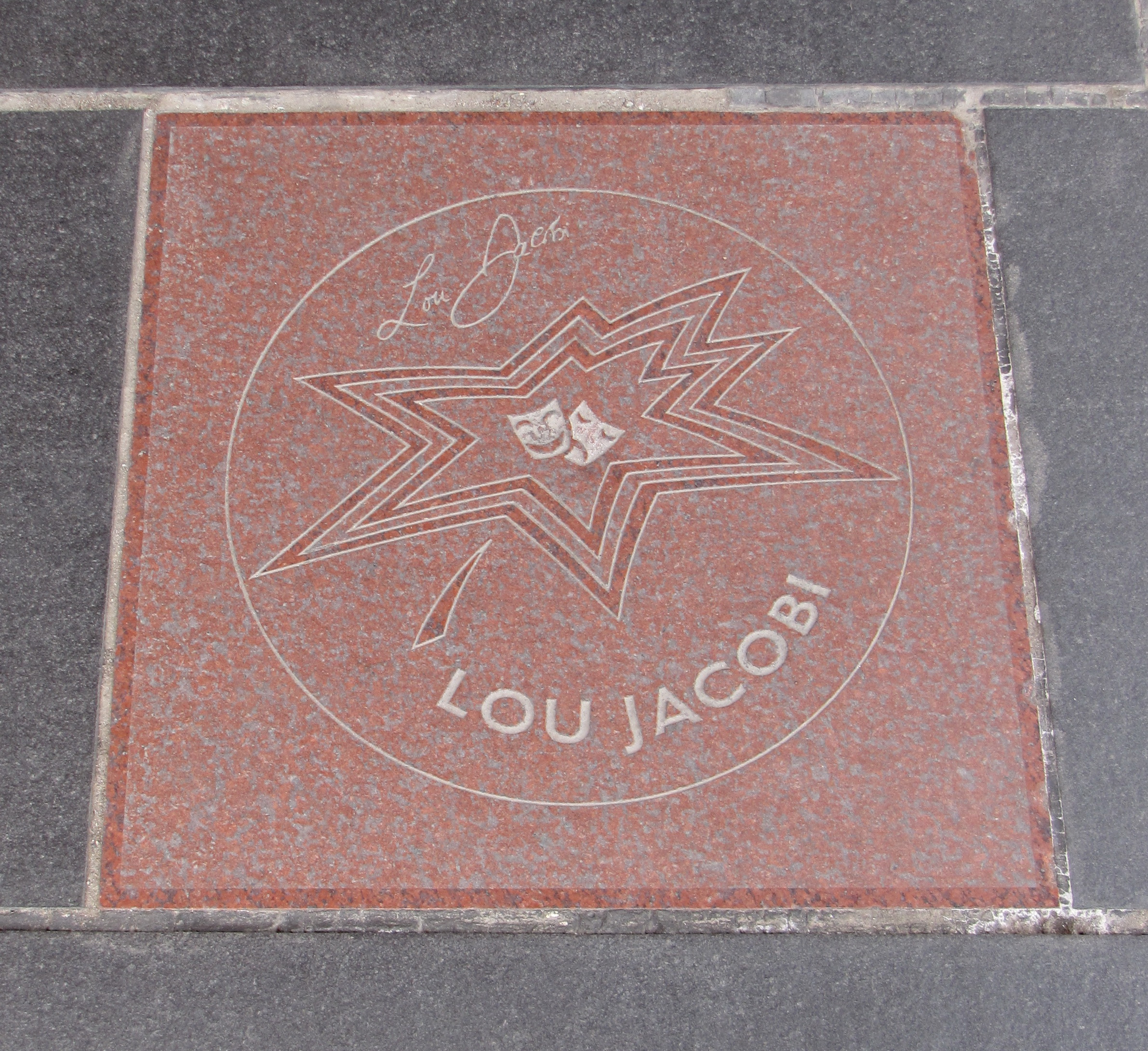
Steaua lui Lou Jacobi pe Canada's Walk of Fame

## Cariera pe ecran
Jacobi a jucat, de asemenea, în două duzini de filme de lung metraj. Filmul său de debut a fost comedia britanică Is Your Honeymoon Really Necessary (1953), în care a a jucat alături de sex-symbol-ul blond al țării Diana Dors. Printre alte filme notabile în care a apărut se numără Irma La Douce, Penelope, Everything You Always Wanted to Know About Sex* (*But Were Afraid to Ask) (1972) ca Sam Musgrave, un bărbat căsătorit de vârstă mijlocie, care purta haine de femei, Arthur (1981) ca norocosul florar din comedia lui Dudley Moore, My Favorite Year (1982) ca unchiul nesofisticat al tânărului erou și în Amazon Women on the Moon (1987), ca un om pe nume Murray, rătăcind în căutarea soției sale. A apărut în Avalon-ul (1990) lui Barry Levinson, într-un rol semidramatic, ca unul din patru ruși (bătrânii) încercând să-și facă un viitor în Baltimore, în secolul al XX-lea, cu replica comică memorabilă: „You cut the 'toikey without me'!?” deoarece el ajungea cu întârziere la cina de Ziua Recunoștinței a familiei, în fiecare an. Ultimul său rol de film a fost I.Q. (1994), în care l-a interpretat pe filosoful/matematician Kurt Gödel.
A apărut ca invitat în emisiunile de televiziune Playhouse 90, Tales From The Darkside, Love, American Style, That Girl și The Man From U.N.C.L.E. și a fost un invitat obișnuit la The Dean Martin Show. În vara anului 1976, Jacobi a fost vedeta serialului de comedie CBS Ivan the Terrible, în care a interpretat un chelner rus care locuia împreună cu alte nouă persoane, într-un mic apartament din Moscova. În serial au mai apărut comicii Christopher Hewett, Phil Leeds, Alan Cauldwell și Nana Visitor (prezentată sub numele de la naștere, Nana Tucker). Harvey Korman a apărut ca un birocrat sovietic în aproape fiecare episod. Producătorul executiv al serialului a avut celebrul comic Alan King. Serialul de comedie a avut doar 5 episoade.
Jacobi a realizat LP-uri cu înregistrări comice cu titluri ca „Al Tijuana and His Jewish Brass” și „The Yiddish Are Coming! The Yiddish Are Coming!”
În 1999, Jacobi, care avea 85 de ani la acel moment, a fost inclus în Canada's Walk of Fame. Criticul de film Roger Ebert l-a intervievat pe Jacobi, scriind mai târziu: „Mă uit la Lou și nu mă tem că voi avea 85 de ani, dacă aș putea ajunge la acea vârstă în stilul lui Lou”.

## Viața personală și moartea
Jacobi a fost căsătorit cu Ruth Ludwin din 1957 până la moartea ei, în 2004. Lou Jacobi a murit vineri, 23 octombrie 2009, din cauze naturale, la casa lui din Manhattan. El avea vârsta de 95 de ani. I-au supraviețuit fratele său, Avrom Jacobovitch, și sora, Rae Jacobovitch, ambii din Toronto, Ontario, Canada.